# ジサッカリダーゼ
ジサッカリダーゼまたは二糖類分解酵素(Disaccharidase)とは、二糖を単糖に分解するグリコシダーゼである。これらの酵素の1つを遺伝的に欠損している個体は、先天的な乳糖不耐症やショ糖不耐症等の二糖類不耐症となる。

## 二糖類分解酵素の例
- ラクターゼ - ラクトースをグルコースとガラクトースに分解する。
- マルターゼ - マルトースを2分子のグルコースに分解する。
- スクラーゼ - スクロースをグルコースとフルクトースに分解する。
- トレハラーゼ - トレハロースを2分子のグルコースに分解する。